# 北村勝三
北村 勝三（きたむら かつぞう、1894年（明治27年）1月15日 - 1947年（昭和22年）8月15日）は、日本の陸軍軍人。最終階級は陸軍少将。

## 経歴
長野県出身。菜種商・北村長次の長男として生まれる。長野中学校（現長野県長野高等学校）、東京陸軍地方幼年学校、中央幼年学校を経て、1914年（大正3年）5月、陸軍士官学校（26期）を卒業。同年12月、歩兵少尉に任官し歩兵第58連隊付となる。1916年（大正5年）9月から1917年（大正6年）1月まで陸軍戸山学校学生となる。1918年（大正7年）12月、第12師団司令部付に発令され、1919年（大正8年）1月から1920年（大正9年）3月までシベリア出兵に出征。この間、1919年6月に第14師団司令部付に転じた。
1924年（大正13年）3月、歩兵大尉に昇進。高田商工学校服務（配属将校）、歩兵第30連隊中隊長、陸軍兵器支廠員を務め、1932年（昭和7年）4月、歩兵少佐に進んだ。陸軍兵器本廠付、兵器本廠員、歩兵第23連隊大隊長を経て、1936年（昭和11年）8月、歩兵中佐に昇進し東京幼年学校生徒監主事に就任。陸軍予科士官学校生徒隊付を経て、1938年（昭和13年）7月、第109師団兵器部長に発令され日中戦争に出征。1939年（昭和14年）8月、歩兵大佐に進み歩兵第58連隊長に就任。宜昌作戦などに参戦した。
1941年（昭和16年）8月、東部軍司令部付（早稲田大学服務）に転じた。1944年（昭和19年）5月、独立混成第50旅団長に発令され太平洋戦争に出征。同年8月、陸軍少将に進級。メレヨン島（ウォレアイ環礁）の防衛を担当したが、補給が途絶え多くの餓死者・戦病死者を出した。1945年（昭和20年）9月に復員。復員後は郷里の長野県世話部長に就任し、復員援護業務に尽力した。戦病死した部下の遺族への報告を終え、1947年8月15日に長野で自決した。

## 親族
- 弟 北村連三（陸軍大佐）[1]
- 義弟 鈴木謙二（陸軍少将）[1]